# Стронський Микола
Стронський Микола (*1884 (? 1888), с. Ясениця-Сільна, (тепер Дрогобицький район, Львівська область) — 3 серпня 1933, Львів) — обер-лейтенант, в серпні-жовтні 1917 — командант Легіону УСС, секретар консульства СРСР у Львові.

## Життєпис
Микола Стронський народився 1884 р. (за іншими даними в 1888) в селі Ясениця-Сільна (тепер Дрогобицького району). Навчався в Дрогобицькій гімназії. Під час навчання був активістом Українського студентського союзу, потім вступив до лав Української соціал-демократичної партії. Отримав освіту юриста.
В часи Першої світової війни служив обер-лейтенантом в Легіоні УСС, а протягом серпня — жовтня 1917 командував Легіоном. Великий Конюший ордену Лицарства Залізної Остроги в УСС.

З постанням ЗУНР служив сотником в УГА. Водночас займався організацією комуністичного руху, а в 1919 році став учасником комуністичного заколоту проти ЗУНР у Дрогобичі. В 1921 році був арештований польською поліцією: за однією з версій, за участь в комуністичному русі, за іншою версією, у справі Федака, який здійснив 21 листопада 1921 року замах на польського президента Юзефа Пілсудського і воєводу О. Ґрабовського. Але суд не виявив у його діях ознак злочину, і кари вдалося уникнути. 
У 1923 році член УВО.Згідно з «Нарисом історії ОУН, 1920—1939 роки» Петра Мірчука, був засланий у комуністичний рух.
З 1925 — секретар Дрогобицького окружкому Комуністичної партії Західної України, а згодом Центрального комітету (ЦК КПЗУ).
Протягом 1928—1933 рр. був спочатку кур'єром з особливих доручень, а згодом секретарем консульства СРСР у Львові. Він щиро повірив у комуністичні ідеї. Проте влітку 1933 року і для нього прийшла вказівка виїхати в Радянський Союз. Стронський добре розумів, що чекає на нього, і 3 серпня застрелився.
Тіло М. Стронського знайшли вранці 4 серпня 1933 р. в лісочку на Погулянці. Причиною смерті назвали постріл із револьвера в скроню. Крім револьвера, поліція виявила в небіжчика посвідчення та заповіт. Судово-медична експертиза підтвердила версію про самогубство.
У вересні 1933-го вакантну посаду секретаря консульства СРСР у Львові обійняв Олексій Майлов, якого 21 жовтня того ж року за дорученням ОУН застрелив боївкар Микола Лемик, протестуючи проти Голодомору на Великій Україні в 1933 році.

## Родина
Микола Стронський є батьком однієї з авторів відомого в Україні і далеко за її межами «Мінералогічного словника», кандидата геолого-мінералогічних наук, старшого наукового співробітника відділу геохімії глибинних флюїдів Інституту геології і геохімії горючих копалин НАН України Оксани Миколаївни Винар (Стронської).

## Пам'ять

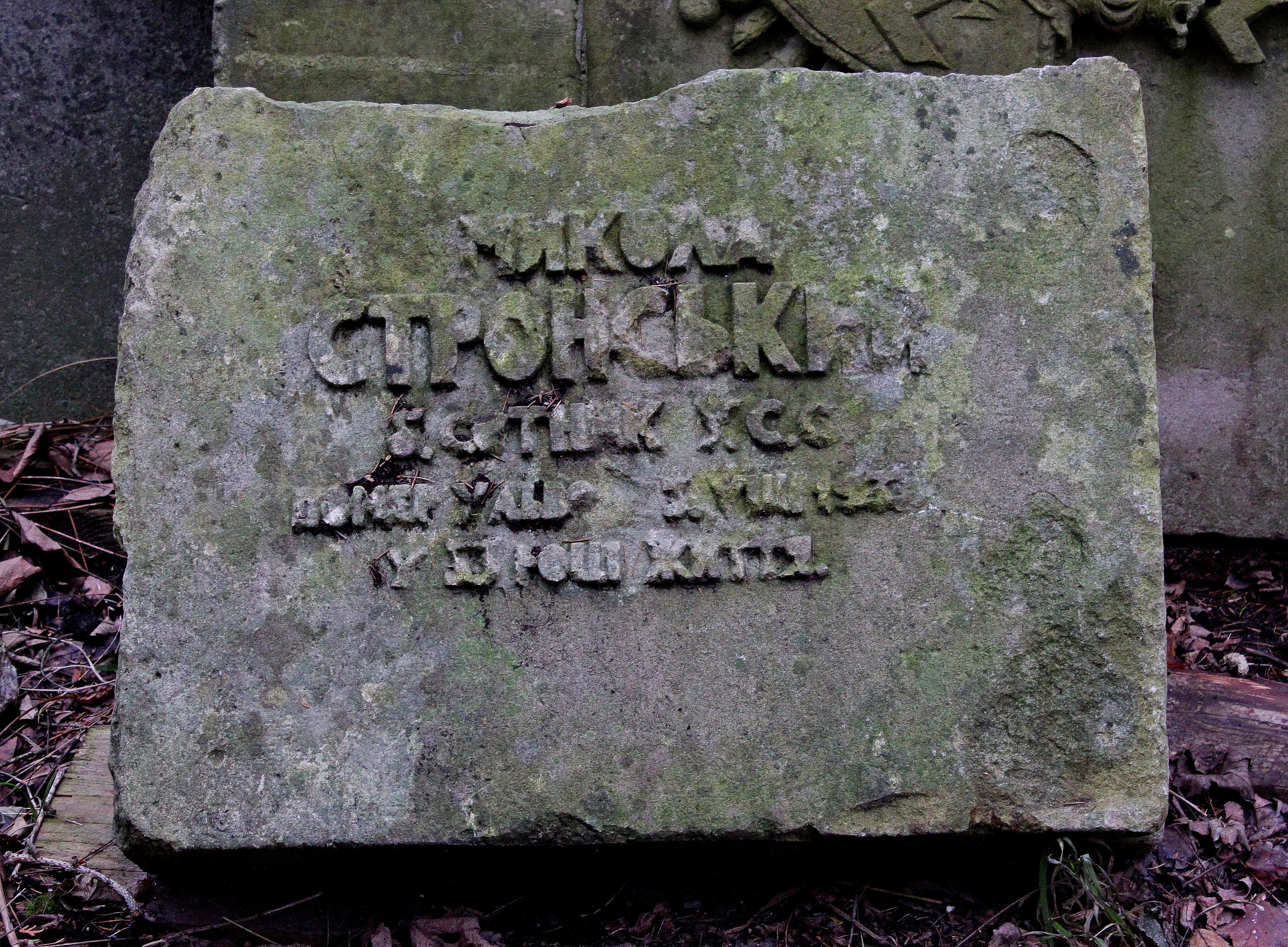
Автентичний надмогильний камінь з могили М. Стронського

Микола Стронський похований на 64 полі Личаківського  цвинтаря.
1994 року адміністрація цвинтаря встановила на могилі М. Стронського гранітний пам'ятник. Автентичний надмогильний камінь зберігся і донині.